# Comisia von der Leyen
Comisia von der Leyen este actuala Comisie Europeană, aflată în funcție de la 1 decembrie 2019. Președintele acesteia este Ursula von der Leyen, care prezidează o comisie compusă dintr-un comisar din fiecare dintre statele care compun Uniunea Europeană, cu excepția Germaniei, care este statul președintelui comisiei.
Comisia era programată să intre în funcție la 1 noiembrie 2019; cu toate acestea, comisarii-candidați francezi, maghiari și români nu au fost confirmați de către Parlamentul European la începutul lunii octombrie 2019, astfel încât noi comisari au trebuit să fie selectați de acele trei state membre și ulterior confirmați de către Parlament. Acest proces a avut loc în noiembrie 2019 și, în cele din urmă, Comisia a preluat mandatul în totalitate la 1 decembrie 2019.

## Componență
| Comisar                | Portret | Portfoliu                                                                                 | Partid UE (Partid Nat.) | Partid UE (Partid Nat.) | Stat membru   | Data nominalizării oficiale          | Ref.                            |  |
| ---------------------- | ------- | ----------------------------------------------------------------------------------------- | ----------------------- | ----------------------- | ------------- | ------------------------------------ | ------------------------------- |  |
| Ursula von der Leyen   |         | Președinte                                                                                |                         | EPP (CDU)               | Germania      | 2 iulie 2019 (de Consiliul European) | [ 4 ] [ 5 ]                     |  |
| Frans Timmermans       |         | Acordul Verde European (Prim Vicepreședinte și Vicepreședinte executiv) Acțiune climatică |                         | PES (PvdA)              | Țările de Jos |                                      | [ 4 ] [ 5 ]                     |  |
| Margrethe Vestager     |         | Vicepreședinte executiv Competiție                                                        |                         | ALDE (B)                | Danemarca     | 1 august 2019                        | [ 4 ] [ 6 ] [ 7 ] [ 5 ]         |  |
| Valdis Dombrovskis     |         | Vicepreședinte executiv Comerț                                                            |                         | EPP (V)                 | Letonia       | 23 iulie 2019                        | [ 4 ] [ 8 ] [ 5 ]               |  |
| Josep Borrell          |         | Afaceri externe și politica de securitate (Vicepreședinte)                                |                         | PES (PSOE)              | Spania        |                                      | [ 4 ] [ 9 ] [ 10 ] [ 11 ] [ 5 ] |  |
| Maroš Šefčovič         |         | Relații interinstituționale și previziune (Vicepreședinte)                                |                         | PES (Smer-SD)           | Slovacia      | 19 iulie 2019                        | [ 4 ] [ 12 ] [ 5 ]              |  |
| Věra Jourová           |         | Valori și transparență (Vicepreședinte)                                                   |                         | ALDE (ANO)              | Cehia         |                                      | [ 13 ] [ 5 ]                    |  |
| Dubravka Šuica         |         | Democrație și demografie (Vicepreședinte)                                                 |                         | EPP (HDZ)               | Croația       |                                      | [ 14 ] [ 5 ]                    |  |
| Margaritis Schinas     |         | Promovarea modului de viață european (Vicepreședinte)                                     |                         | EPP (ND)                | Grecia        | 23 iulie 2019                        | [ 15 ] [ 16 ] [ 5 ]             |  |
| Johannes Hahn          |         | Buget și administrație                                                                    |                         | EPP (ÖVP)               | Austria       | 22 iulie 2019                        | [ 17 ] [ 18 ] [ 5 ]             |  |
| Mariya Gabriel         |         | Inovare, cercetare, cultură, educație și tineret                                          |                         | EPP (GERB)              | Bulgaria      | 23 July 2019                         | [ 4 ] [ 19 ] [ 5 ]              |  |
| Nicolas Schmit         |         | Locuri de muncă și drepturi sociale                                                       |                         | PES (LSAP)              | Luxemburg     |                                      | [ 4 ] [ 5 ]                     |  |
| Paolo Gentiloni        |         | Economie                                                                                  |                         | PES (PD)                | Italia        | 5 septembrie 2019                    | [ 20 ] [ 5 ]                    |  |
| Janusz Wojciechowski   |         | Agricultură                                                                               |                         | ECR (PiS)               | Polonia       |                                      | [ 21 ] [ 5 ]                    |  |
| Elisa Ferreira         |         | Coeziune și reforme                                                                       |                         | PES (PS)                | Portugalia    |                                      | [ 22 ] [ 23 ] [ 5 ]             |  |
| Olivér Várhelyi        |         | Vecinătate și extindere                                                                   |                         | EPP (independent)       | Ungaria       |                                      | [ 4 ] [ 5 ]                     |  |
| Stella Kyriakidou      |         | Sănătate                                                                                  |                         | EPP (DISY)              | Cipru         | 23 iulie 2019                        | [ 4 ] [ 24 ] [ 5 ]              |  |
| Didier Reynders        |         | Justiție                                                                                  |                         | ALDE (MR)               | Belgia        |                                      | [ 25 ] [ 5 ]                    |  |
| Adina Vălean           |         | Transport                                                                                 |                         | EPP (PNL)               | România       |                                      | [ 26 ] [ 5 ]                    |  |
| Helena Dalli           |         | Egalitate                                                                                 |                         | PES (PL)                | Malta         |                                      | [ 27 ] [ 5 ]                    |  |
| Thierry Breton         |         | Piața internă                                                                             |                         | Ind.                    | Franța        | 24 octombrie 2019                    | [ 28 ] [ 5 ]                    |  |
| Ylva Johansson         |         | Afaceri interne                                                                           |                         | PES (S)                 | Suedia        |                                      | [ 29 ] [ 5 ]                    |  |
| Janez Lenarčič         |         | Management de criză                                                                       |                         | ALDE (Ind.)             | Slovenia      | 26 iulie 2019                        | [ 30 ] [ 31 ] [ 5 ]             |  |
| Jutta Urpilainen       |         | Parteneriate internaționale                                                               |                         | PES (SDP)               | Finlanda      | 22 iulie 2019                        | [ 32 ] [ 33 ] [ 5 ]             |  |
| Kadri Simson           |         | Energie                                                                                   |                         | ALDE (KESK)             | Estonia       | 22 iulie 2019                        | [ 34 ] [ 35 ] [ 5 ]             |  |
| Virginijus Sinkevičius |         | Mediu, oceane și pescuit                                                                  |                         | Nici unul (LVŽS)        | Lituania      |                                      | [ 36 ] [ 5 ]                    |  |
| Mairead McGuinness     |         | Stabilitatea financiară, serviciile financiare și uniunea piețelor de capital             |                         | EPP (FG)                | Irlanda       | 8 septembrie 2020                    | [ 37 ]                          |  |

#### Modificări
- 26 august 2020:  În urma Golfgate și a unei controverse cu privire la călătoriile sale în Irlanda în săptămânile precedente, care erau în conflict cu liniile directoare irlandeze Covid-19, comisarul pentru comerț Phil Hogan a demisionat.[38]
- 8 septembrie 2020:  Irlanda îl numește pe Mairead McGuinness în locul lui Phil Hogan

## Regerințe
1. ↑  Amaro, Silvia (1 noiembrie 2019). „The new EU leadership is in limbo after lawmakers reject three new members”. CNBC. Accesat în 1 noiembrie 2019.
2. ↑  „Von der Leyen's in — now the hard work begins”. POLITICO. 27 noiembrie 2019. Accesat în 2 decembrie 2019.
3. ↑  „Next European Commission: List in full”. POLITICO. 10 septembrie 2019. Accesat în 10 septembrie 2019.
4. 1 2 3 4 5 6 7 8 9 10  Bayer, Lili (10 iulie 2019). „The next European Commission: What we know so far”. Politico Europe. Accesat în 16 iulie 2019.
5. 1 2 3 4 5 6 7 8 9 10 11 12 13 14 15 16 17 18 19 20 21 22 23 24 25 26  „Commissioners-designate”. ec.europa.eu. European Commission. 10 septembrie 2019. Accesat în 10 septembrie 2019.
6. ↑  „Data”. data.consilium.europa.eu. Accesat în 2 mai 2020.
7. ↑  Aagaard, Thomas; Danielsen, Mikkel (10 septembrie 2019). „Kommende kommisionsformand løfter sløret: Her er Vestagers nye job”. berlingske.dk/ (în Danish). Berlingske Media. Berlingske. Accesat în 10 septembrie 2019.
8. ↑  „Data”. data.consilium.europa.eu. Accesat în 2 mai 2020.
9. ↑  „Data”. data.consilium.europa.eu. Accesat în 2 mai 2020.
10. ↑  „Data”. data.consilium.europa.eu. Accesat în 2 mai 2020.
11. ↑  „Info”. eur-lex.europa.eu. Accesat în 2 mai 2020.
12. ↑  „Data”. data.consilium.europa.eu. Accesat în 2 mai 2020.
13. ↑  „France eyes Selmayr's post to balance German Commission presidency”. Euractiv. 18 iulie 2019. Accesat în 18 iulie 2019.
14. ↑  „Plenković predlaže Sanadera za tajnika HDZ-a, Šuicu za EK”. Hrvatska radiotelevizija. Accesat în 21 august 2019.
15. ↑  Bayer, Lili (18 iulie 2019). „Commission spokesperson nominated as next Greek European commissioner”. Politico Europe. Accesat în 18 iulie 2019.
16. ↑  „Data”. data.consilium.europa.eu. Accesat în 2 mai 2020.
17. ↑  „Bundeskanzlerin Bierlein zur Nominierung von Johannes Hahn als EU-Kommissar - Bundeskanzleramt Österreich”. www.bundeskanzleramt.gv.at. Accesat în 30 iulie 2019.
18. ↑  „Data”. data.consilium.europa.eu. Accesat în 2 mai 2020.
19. ↑  „Data”. data.consilium.europa.eu. Accesat în 2 mai 2020.
20. ↑  „Il giorno di Gentiloni, i ruoli Ue in mano al Partito democratico”. Il Fatto Quotidiano.
21. ↑  „Agriculture commission seat almost sure for Poland - gov't spokesperson”. www.thefirstnews.com.
22. ↑  Siza, Rita. „Costa propõe Pedro Marques ou Elisa Ferreira para comissário europeu”. PÚBLICO (în portugheză). Accesat în 9 august 2019.
23. ↑  „Costa escolhe Elisa Ferreira para Comissária Europeia”. Jornal Expresso (în portugheză). Accesat în 27 august 2019.
24. ↑  „Data”. data.consilium.europa.eu. Accesat în 2 mai 2020.
25. ↑  „Commissaire européen: Didier Reynders est annoncé”. www.lesoir.be. 19 august 2019. Accesat în 19 august 2019.
26. ↑  „MEP Adina Valean approved as Romania's European Commissioner”. Euronews (în engleză). Accesat în 7 noiembrie 2019.
27. ↑  „STATEMENT BY THE GOVERNMENT OF MALTA: The Prime Minister nominates Dr Helena Dalli as member of the European Commission”. www.gov.mt (în engleză). Accesat în 30 iulie 2019.
28. ↑  „Sylvie Goulard proposée par la France pour être commissaire européenne” (în franceză). 28 august 2019. Accesat în 28 august 2019.
29. ↑  TT (8 august 2019). „Ylva Johansson föreslås bli ny EU-kommissionär” (în suedeză). Accesat în 8 august 2019.
30. ↑  komuniciranje, Urad vlade Republike Slovenije za. „Vlada o predlogu kandidata za člana Evropske komisije in ustanovitvi Slovenske hiše v Bruslju | GOV.SI”. Portal GOV.SI (în slovenă). Accesat în 30 iulie 2019.
31. ↑  „Data”. data.consilium.europa.eu. Accesat în 2 mai 2020.
32. ↑  „Finnish Government nominated Jutta Urpilainen as candidate for EU Commissioner”. Valtioneuvosto (în engleză). Arhivat din original la 30 iulie 2019. Accesat în 30 iulie 2019.
33. ↑  „Data”. data.consilium.europa.eu. Accesat în 2 mai 2020.
34. ↑  „The Government approved the proposal to submit Kadri Simson as the candidate for European Commissioner”. Government of the Republic of Estonia (în engleză). Accesat în 30 iulie 2019.
35. ↑  „Data”. data.consilium.europa.eu. Accesat în 2 mai 2020.
36. ↑  Herszenhorn, David M. (7 august 2019). „Lithuania puts forward economy minister for European Commission”. POLITICO. Accesat în 7 august 2019.
37. ↑  „Mairead McGuinness named as Ireland's European Commissioner”. www.rte.ie. Accesat în 8 septembrie 2020.
38. ↑  Trade chief Phil Hogan’s resignation blows hole in European Commission (în engleză), POLITICO, 26 august 2020